# سیارک ۲۴۴۳
سیارک ۲۴۴۳ (به انگلیسی: 2443 Tomeileen، نامگذاری:A906BJ) دو هزار و چهارصد و چهل و سومین سیارک کشف شده‌است که در ۲۴ ژانویه ۱۹۰۶ و در هایدلبرگ کشف شد.
قدر مطلق سیارک برابر ۱۰٫۲۰ است.